# Cheilolejeunea revoluta
Cheilolejeunea revoluta là một loài Rêu trong họ Lejeuneaceae. Loài này được (Herzog) Gradst. & Grolle mô tả khoa học đầu tiên năm 1993.